# 蛭田みな美
蛭田 みな美（ひるた みなみ、1997年7月15日 - ）は、福島県東白川郡鮫川村出身の日本の女子プロゴルファー。兄は同じくプロゴルファーの蛭田玲於。

## 経歴
3歳よりゴルフを始める。学校法人石川高等学校卒業。
2011年、「日本ジュニアゴルフ選手権競技」 (女子12-14歳の部) で7位。
2014年、「世界ジュニアゴルフ選手権日本代表選抜大会」で優勝し、日本代表に選出された。世界ジュニア選手権では個人で3位、永井花奈と組んだ団体でフィリピンに1打差で優勝。「日本女子アマチュアゴルフ選手権競技」ではマッチプレーで行われた決勝を3アンド2で制し優勝。
2015年、日本ジュニア選手権 (女子15-17歳の部) で優勝。
2016年、プロテスト合格。「LPGA新人戦 加賀電子カップ」では髙橋恵に次ぎ小野祐夢と並ぶ2位タイ。
2017年、36ホールに短縮された「ヨネックスレディス」では最終日後半にバーディーを続け、青木瀬令奈に2打差の2位。賞金ランク70位。
2018年、ステップアップツアーでプロ初優勝。
2019年、「Tポイント×ENEOS」などで4位タイが最高位、賞金ランク58位。
2023年、8月18日～20日に行われた「CATレディースゴルフトーナメント2023」にて最終日最終組でプレーし、2位に1打差をつけトップで迎えた18番ホール（パー5）で3パットしてボギーとなり、トータル13アンダーで西郷真央とのプレーオフになったが、プレーオフ1ホール目でバーディーを奪って、プロ8年目で悲願のJLPGAツアー初優勝を飾った。
2024年、2位タイ2回などトップテンに6回入り、賞金ランク20位、メルセデス・ランキング26位となった。

## プロ成績

### ツアー優勝

#### JLPGAツアー (1)
| No. | Date             | Tournament                          | スコア              | 2位との差  | 2位（タイ） |
| --- | ---------------- | ----------------------------------- | ------------------- | ---------- | ----------- |
| 1   | 2023年8月18-20日 | CATレディースゴルフトーナメント2023 | −13（66-68-69=203） | プレーオフ | 西郷真央    |

#### ステップアップツアー
- 九州みらい建設グループレディースゴルフトーナメント (2018年4月)

## テレビ出演
- ゴルフサバイバル (BS日テレ) - 2018年7月、2019年1月、2020年2月、2020年10月、2024年1月トッププロ大集結SP2024